# Walckenaerianus
Walckenaerianus este un gen de păianjeni din familia Linyphiidae.
Cladograma conform Catalogue of Life:
| Walckenaerianus | \| \| Walckenaerianus aimakensis \| \| \| \| \| \| Walckenaerianus esyunini \| \| \| \| |
|                 | \| \| Walckenaerianus aimakensis \| \| \| \| \| \| Walckenaerianus esyunini \| \| \| \| |
|                 | Walckenaerianus aimakensis                                                              |
|                 |                                                                                         |
|                 | Walckenaerianus esyunini                                                                |
|                 |                                                                                         |